# Де Соуза, Уоллес
Уоллес Леандро де Соуза (порт. Wallace Leandro de Souza; 26 июня 1987, Сан-Паулу) — бразильский волейболист, диагональный. В составе сборной Бразилии — Олимпийский чемпион 2016 года, призёр летних Олимпийских игр 2012 года и чемпионатов мира 2014 и 2018 годов.

## Карьера
На профессиональном уровне Уоллес выступает с 2006 года.
В 2011 году дебютировал в составе национальной сборной на Панамериканских играх. Там бразильцы завоевали золотые медали, а Уоллес получил приз лучшему диагональному турнира.
Уверенный дебют Уоллеса принёс ему место в олимпийской сборной, которая отправилась на Игры в Лондоне. Там бразилец также проявил себя с лучшей стороны, войдя в десятку лучших атакующих игроков. В финальном матче со сборной России он стал самым результативным в своей команде (27 очков), однако его усилий не хватило для победы, и бразильцы стали вторыми, проиграв финал со счётом 2-3. 
В 2013 году Уоллес вместе со сборной выиграл Всемирный Кубок чемпионов и получил приз самому ценному игроку турнира. Также в составе сборной завоевал две серебряные медали Мировой лиги, а также стал вице-чемпионом мира на первенстве 2014 года, которое прошло в Польше.